# ATP-toernooi van Sopot
Het ATP-toernooi van Sopot was een tennistoernooi voor mannen dat tussen 2001 en 2007 gehouden werd in de Poolse badplaats Sopot. Het toernooi heeft in 2001 de licentie overgenomen van het ATP-toernooi van San Marino. In 2008 werd het toernooi verplaatst naar Warschau.
In de jaren 2001 tot en met 2004 werd tegelijkertijd het WTA-toernooi van Sopot gehouden.

## Finales

### Enkelspel
| Jaar | Winnaar           | Finalist         | Score            |
| ---- | ----------------- | ---------------- | ---------------- |
| 2007 | Tommy Robredo     | José Acasuso     | 7-5, 6-0         |
| 2006 | Nikolaj Davydenko | Florian Mayer    | 7-6(5), 5-7, 6-4 |
| 2005 | Gaël Monfils      | Florian Mayer    | 7-6(6), 4-6, 7-5 |
| 2004 | Rafael Nadal      | José Acasuso     | 6-3, 6-4         |
| 2003 | Guillermo Coria   | David Ferrer     | 7-5, 6-1         |
| 2002 | José Acasuso      | Franco Squillari | 2-6, 6-1, 6-3    |
| 2001 | Tommy Robredo     | Albert Portas    | 1-6, 7-5, 7-6(2) |

### Dubbelspel
| Jaar | Winnaars                             | Finalisten                        | Score            |
| ---- | ------------------------------------ | --------------------------------- | ---------------- |
| 2007 | Mariusz Fyrstenberg Marcin Matkowski | Martín García Sebastián Prieto    | 6-1, 6-1         |
| 2006 | František Čermák Leoš Friedl         | Martín García Sebastián Prieto    | 6-3, 7-5         |
| 2005 | Mariusz Fyrstenberg Marcin Matkowski | Lucas Arnold Ker Sebastián Prieto | 7-6(7), 6-4      |
| 2004 | František Čermák Leoš Friedl         | Martín García Sebastián Prieto    | 2-6, 6-2, 6-3    |
| 2003 | Mariusz Fyrstenberg Marcin Matkowski | František Čermák Leoš Friedl      | 6-4, 6-7(7), 6-3 |
| 2002 | František Čermák Leoš Friedl         | Jeff Coetzee Nathan Healey        | 7-5, 7-5         |
| 2001 | Paul Hanley Nathan Healey            | Irakli Labadze Attila Sávolt      | 7-6(10), 6-2     |

2001 · 2002 · 2003 · 2004 · 2005 · 2006 · 2007
 San Marino (1989-2000) →  Sopot (2001-2007) →  Warschau (2008) →  Kitzbühel (2011-heden)
ITF-toernooien (mannen en vrouwen)

ATP-toernooien (mannen) – ATP-seizoen 2025

WTA-toernooien (vrouwen) – WTA-seizoen 2025

Voormalige toernooien mannen
Voormalige toernooien vrouwen
Voormalige amateurtoernooien